# Jewett, Minnesota
Xã Jewett (tiếng Anh: Jewett Township) là một xã thuộc quận Aitkin, tiểu bang Minnesota, Hoa Kỳ. Năm 2010, dân số của xã này là 47 người.